# عمارت چهارصفه عبدالسلام نادری
عمارت چهارصفه عبدالسلام نادری مربوط به دوره ایلخانی است و در استان فارس، شهرستان کازرون، بخش کوهمره، دهستان کوهمره، قسمت شرق روستای دوسیران واقع شده و این اثر در تاریخ ۱۸ آذر ۱۳۸۷ با شمارهٔ ثبت ۲۳۹۰۲ به‌عنوان یکی از آثار ملی ایران به ثبت رسیده است.